# هندريك دي ويت
هندريك دي ويت (بالهولندية: Hendrik de Wit)‏ (و. 1909 – 1999 م) هو عالم نبات، وأستاذ جامعي هولندي، ولد في بورميراند، توفي عن عمر يناهز 90 عاماً.

## التعليم
تعلم في جامعة أمستردام
.